# Tilbury (carruagem)
|                        |            |
| País                   | Inglaterra |
| Data de criação        | séc. XIX   |
| Carruagens semelhantes | Gig        |

A tilbury é uma carruagem leve de duas rodas, sem cobertura, puxada por um cavalo. Foi criada na cidade de Londres, no início do séc.XIX, pela empresa construtora de carruagens Mount Street. O condutor tem assento junto do passageiro. Na altura em que foi inventada, serviu de carruagem de aluguer em Londres.

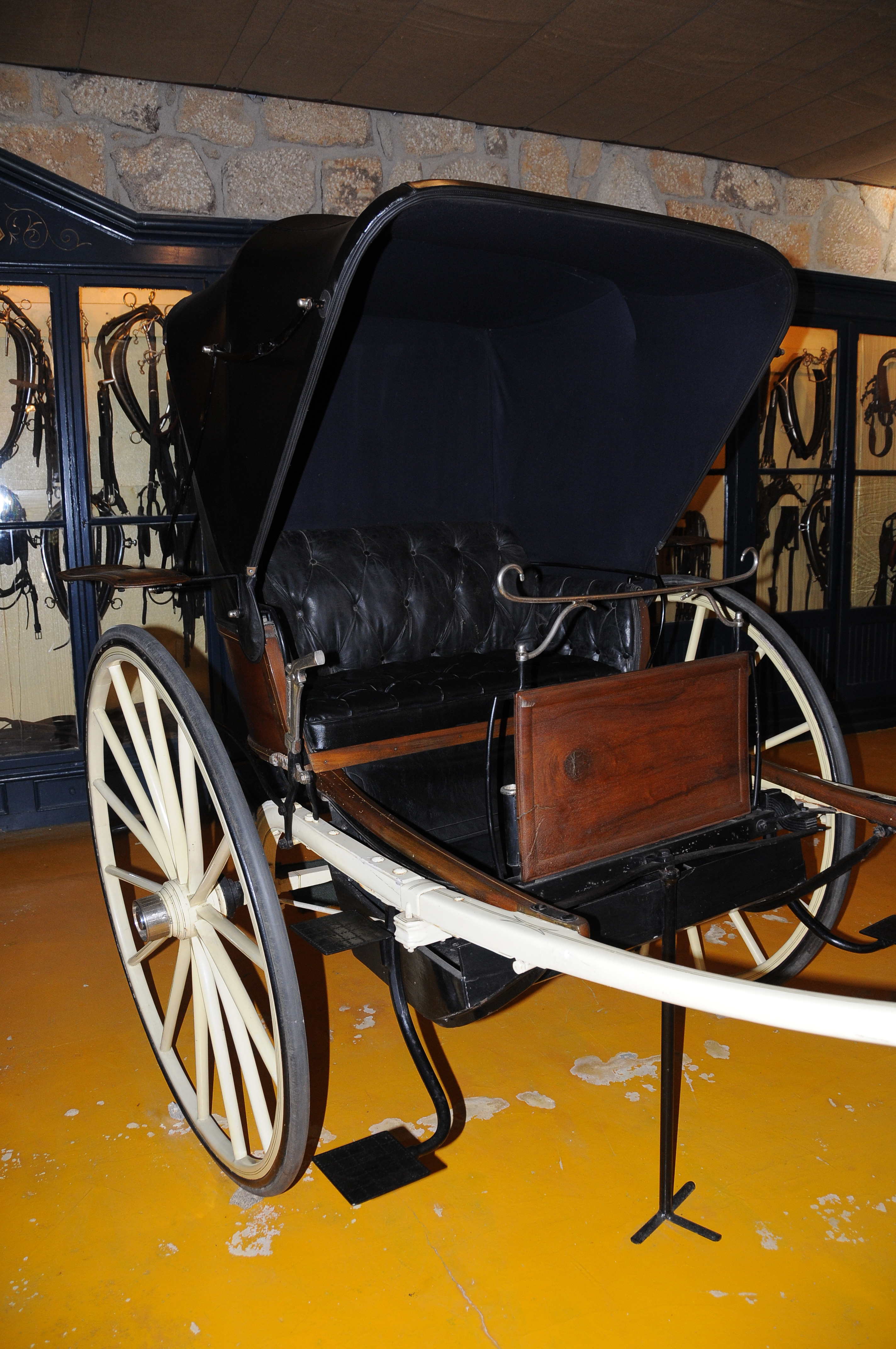
Uma tilbury no Museu de carros de cavalos de Geraz do Lima, Portugal

O nome deriva do do inventor, Gregor Tilbury.

## No Brasil
No Brasil, este tipo de carruagem ganhou capota e foi utilizado como meio de transporte coletivo de um passageiro (o outro assento era ocupado pelo tilbureiro/condutor). Começou a circular no Rio de Janeiro em 1830, vindo da França, e ficou conhecido com o nome de "tílburi". 
No entanto é também frequente na imprensa a grafia em inglês tilbury. Em uma crônica da revista Fon-fon do ano 1913 (edição 002), o cronista se refere ao tilbury como um transporte bastante comum na paisagem urbana carioca, ao lado do bond e do taxi. 
A crônica é sobre uma soirré familiar que o escritor havia sido convidado. O cronista a descreve como uma moda ultrapassada, cito: "...uma reminiscencia, uma tradiçao apagada dos velhos tempos da idade colonial". No final da crônica, após ele se esquivar de dançar a polka inventando uma desculpa para ir embora da casa, ele termina o texto da seguinte maneira e com bastante ironia : "E parti. O bond demorou. E da rua, ouvi distinctamente que pediam bis à polka. Iam repeti-la. Santo Deus ! Olhei bem em torno. Nada de bond. Nem taxi, nem um tilbury. Ah ! Se ao menos apparecesse um tilbury. O tilbury completava bem a minha noite, pois o tilbury parece-me, não sei porque, a polka dos veiculos. E disparei a pé." O que dá entender como sendo um veiculo antigo, de um outro tempo, mas que ainda era bastante utilizado pela população, apesar de tudo.     